# Segunda División de España 1985-86
La temporada 1985–86 de la Segunda División de España de fútbol corresponde a la 55.ª edición del campeonato y se disputó entre el 31 de agosto de 1985 y el 18 de mayo de 1986.
El campeón de Segunda División fue el Real Murcia CF.

## Sistema de competición
La Segunda División de España 1985/86 fue organizada por la Liga de Fútbol Profesional (LFP).
El campeonato contó con la participación de 20 clubes y se disputó siguiendo un sistema de liga, de modo que todos los equipos se enfrentaron entre sí, todos contra todos en dos ocasiones -una en campo propio y otra en campo contrario- sumando un total de 38 jornadas. El orden de los encuentros se decidió por sorteo antes de empezar la competición.
Los tres primeros clasificados ascendieron directamente a Primera División, y los cuatro últimos clasificados descendieron directamente a Segunda División B.

## Clubes participantes
| Datos de ascensos y descensos con respecto a la temporada anterior |
| --- |
| CD Málaga, Elche CF y Real Murcia CF descienden de Primera División. UD Las Palmas, Cádiz CF y RC Celta de Vigo ascienden a Primera División. UD Salamanca, Granada CF, CF Calvo Sotelo y CF Lorca Deportiva descienden a Segunda División B. Albacete Balompié, Deportivo Aragón, AD Rayo Vallecano y Sestao SC ascienden a Segunda División. |

| Equipo                                | Ciudad                 | Estadio                   |
| ------------------------------------- | ---------------------- | ------------------------- |
| Albacete Balompié                     | Albacete               | Carlos Belmonte           |
| Deportivo Aragón                      | Zaragoza               | La Romareda               |
| Atlético Madrileño Club de Fútbol     | Madrid                 | Vicente Calderón          |
| Barcelona Atlético                    | Barcelona              | Mini Estadi               |
| Bilbao Athletic Club                  | Bilbao                 | San Mamés                 |
| Cartagena Fútbol Club                 | Cartagena              | El Almarjal               |
| Club Deportivo Castellón              | Castellón              | Castalia                  |
| Castilla Club de Fútbol               | Madrid                 | Ciudad Deportiva          |
| Real Club Deportivo de La Coruña      | La Coruña              | Riazor                    |
| Elche Club de Fútbol                  | Elche                  | Nuevo Estadio             |
| Club Deportivo Logroñés               | Logroño                | Las Gaunas                |
| Club Deportivo Málaga                 | Málaga                 | La Rosaleda               |
| Real Club Deportivo Mallorca          | Palma de Mallorca      | Luis Sitjar               |
| Real Murcia Club de Fútbol            | Murcia                 | La Condomina              |
| Real Oviedo Club de Fútbol            | Oviedo                 | Carlos Tartiere           |
| Agrupación Deportiva Rayo Vallecano   | Madrid                 | Nuevo Vallecas            |
| Real Club Recreativo de Huelva        | Huelva                 | Municipal                 |
| Centre d'Esports Sabadell Futbol Club | Sabadell               | Nova Creu Alta            |
| Sestao Sport Club                     | Sestao                 | Las Llanas                |
| Club Deportivo Tenerife               | Santa Cruz de Tenerife | Heliodoro Rodríguez López |

## Clasificación y resultados

### Clasificación
| Pos. | Equipo                     | Pts. | PJ | G  | E  | P  | GF | GC | Dif. | Clasificación                 |
| ---- | -------------------------- | ---- | -- | -- | -- | -- | -- | -- | ---- | ----------------------------- |
| 1    | Real Murcia C. F. (C, A)   | 52   | 38 | 22 | 8  | 8  | 66 | 30 | +36  | Ascenso a Primera División    |
| 2    | C. E. Sabadell F. C. (A)   | 46   | 38 | 15 | 16 | 7  | 49 | 30 | +19  | Ascenso a Primera División    |
| 3    | R. C. D. Mallorca (A)      | 46   | 38 | 18 | 10 | 10 | 54 | 37 | +17  | Ascenso a Primera División    |
| 4    | Elche C. F.                | 45   | 38 | 19 | 7  | 12 | 44 | 36 | +8   |                               |
| 5    | C. D. Castellón            | 45   | 38 | 18 | 9  | 11 | 61 | 42 | +19  |                               |
| 6    | R. C. Deportivo La Coruña  | 45   | 38 | 17 | 11 | 10 | 52 | 38 | +14  |                               |
| 7    | Bilbao Athletic            | 44   | 38 | 18 | 8  | 12 | 53 | 51 | +2   |                               |
| 8    | Real Oviedo C. F.          | 44   | 38 | 17 | 10 | 11 | 45 | 36 | +9   |                               |
| 9    | R. C. Recreativo de Huelva | 42   | 38 | 17 | 8  | 13 | 63 | 55 | +8   |                               |
| 10   | Sestao S. C.               | 39   | 38 | 16 | 7  | 15 | 49 | 45 | +4   |                               |
| 11   | C. D. Málaga               | 37   | 38 | 13 | 11 | 14 | 46 | 47 | −1   |                               |
| 12   | Castilla C. F.             | 34   | 38 | 14 | 6  | 18 | 45 | 61 | −16  |                               |
| 13   | Barcelona Atlético         | 34   | 38 | 13 | 8  | 17 | 41 | 48 | −7   |                               |
| 14   | Cartagena F. C.            | 34   | 38 | 10 | 14 | 14 | 37 | 41 | −4   |                               |
| 15   | A. D. Rayo Vallecano       | 33   | 38 | 12 | 9  | 17 | 46 | 54 | −8   |                               |
| 16   | C. D. Logroñés             | 33   | 38 | 10 | 13 | 15 | 46 | 44 | +2   |                               |
| 17   | Albacete Balompié (D)      | 31   | 38 | 12 | 7  | 19 | 35 | 62 | −27  | Descenso a Segunda División B |
| 18   | Deportivo Aragón (D)       | 28   | 38 | 9  | 10 | 19 | 35 | 55 | −20  | Descenso a Segunda División B |
| 19   | C. D. Tenerife (D)         | 26   | 38 | 8  | 10 | 20 | 43 | 59 | −16  | Descenso a Segunda División B |
| 20   | Atlético Madrileño (D)     | 22   | 38 | 8  | 6  | 24 | 27 | 66 | −39  | Descenso a Segunda División B |

 Fuente: BDFútbol
Criterios de clasificación: Puntos · Enfrentamientos directos · Diferencia de goles · Goles a favor · Play-off

### Resultados
| Local \ Visitante          | ALB | ATM | BAR | BIL | CAR | CAE | CAI | DAR | DEP | ELC | LOG | MAL | MLL | MUR | OVI | RAY | REC | SAB | SES | TEN |
| -------------------------- | --- | --- | --- | --- | --- | --- | --- | --- | --- | --- | --- | --- | --- | --- | --- | --- | --- | --- | --- | --- |
| Albacete Balompié          | —   | 3–2 | 2–1 | 1–0 | 1–1 | 0–0 | 0–2 | 4–1 | 1–0 | 1–2 | 0–0 | 0–1 | 2–0 | 0–2 | 0–0 | 4–1 | 2–1 | 2–2 | 2–1 | 1–0 |
| Atlético Madrileño         | 2–1 | —   | 1–3 | 0–1 | 0–1 | 1–4 | 2–0 | 0–1 | 1–0 | 0–1 | 1–0 | 1–1 | 0–1 | 0–3 | 0–3 | 2–1 | 0–0 | 0–0 | 1–3 | 0–0 |
| Barcelona Atlético         | 1–2 | 1–3 | —   | 0–1 | 1–1 | 3–1 | 4–0 | 2–1 | 1–0 | 1–1 | 2–1 | 2–2 | 4–1 | 1–1 | 1–0 | 1–0 | 2–1 | 0–1 | 0–2 | 1–0 |
| Bilbao Athletic            | 2–0 | 5–0 | 6–2 | —   | 4–0 | 2–1 | 3–1 | 1–1 | 2–0 | 2–0 | 2–0 | 0–1 | 2–1 | 1–0 | 2–1 | 1–3 | 3–2 | 0–0 | 2–0 | 2–1 |
| Cartagena F. C.            | 4–0 | 0–1 | 0–2 | 1–1 | —   | 1–1 | 0–1 | 0–0 | 1–1 | 2–1 | 0–0 | 1–1 | 0–0 | 1–2 | 0–0 | 2–0 | 1–0 | 1–1 | 3–0 | 2–0 |
| C. D. Castellón            | 5–1 | 4–0 | 0–1 | 0–0 | 1–0 | —   | 4–0 | 2–2 | 3–2 | 0–0 | 3–2 | 2–1 | 0–0 | 1–1 | 2–0 | 4–2 | 5–1 | 0–3 | 4–0 | 3–1 |
| Castilla C. F.             | 5–0 | 2–1 | 1–0 | 1–0 | 2–1 | 1–0 | —   | 1–0 | 1–1 | 2–3 | 3–1 | 2–0 | 1–1 | 0–3 | 2–3 | 1–0 | 3–4 | 1–1 | 3–2 | 1–3 |
| Deportivo Aragón           | 1–0 | 1–2 | 0–0 | 1–2 | 1–1 | 1–2 | 0–1 | —   | 2–1 | 3–2 | 0–1 | 2–3 | 3–2 | 1–0 | 1–0 | 2–2 | 1–0 | 0–3 | 1–1 | 3–1 |
| R. C. Deportivo La Coruña  | 3–0 | 2–1 | 1–0 | 4–0 | 2–1 | 1–1 | 1–0 | 3–0 | —   | 2–0 | 1–1 | 3–0 | 1–1 | 2–1 | 2–2 | 2–1 | 2–1 | 1–1 | 0–0 | 2–1 |
| Elche C. F.                | 1–0 | 3–0 | 2–0 | 2–1 | 2–1 | 2–0 | 2–1 | 2–0 | 2–0 | —   | 1–0 | 0–0 | 1–0 | 0–0 | 0–0 | 3–1 | 0–2 | 0–0 | 2–1 | 1–2 |
| C. D. Logroñés             | 0–1 | 2–2 | 0–0 | 6–0 | 1–1 | 0–1 | 3–1 | 1–0 | 3–0 | 2–1 | —   | 2–2 | 1–2 | 1–2 | 2–0 | 0–1 | 3–0 | 1–0 | 1–1 | 4–2 |
| C. D. Málaga               | 0–0 | 3–0 | 0–0 | 6–1 | 1–3 | 3–0 | 1–0 | 1–0 | 1–3 | 1–2 | 0–0 | —   | 0–0 | 0–1 | 1–1 | 2–1 | 2–0 | 1–1 | 2–3 | 2–1 |
| R. C. D. Mallorca          | 3–1 | 3–0 | 1–0 | 2–0 | 0–0 | 4–1 | 1–0 | 4–1 | 1–2 | 1–0 | 2–1 | 3–2 | —   | 2–0 | 2–0 | 1–0 | 2–3 | 0–0 | 4–1 | 1–0 |
| Real Murcia C. F.          | 3–0 | 2–0 | 2–0 | 2–2 | 3–1 | 2–0 | 6–1 | 2–1 | 1–1 | 3–1 | 3–1 | 1–2 | 2–1 | —   | 5–0 | 0–0 | 2–0 | 0–2 | 1–0 | 2–0 |
| Real Oviedo C. F.          | 5–1 | 1–0 | 3–1 | 1–1 | 2–0 | 0–1 | 3–0 | 1–0 | 1–0 | 3–0 | 2–1 | 1–0 | 1–2 | 1–1 | —   | 2–1 | 1–1 | 0–0 | 1–0 | 2–1 |
| A. D. Rayo Vallecano       | 3–0 | 3–1 | 2–1 | 2–0 | 2–1 | 0–2 | 1–1 | 2–2 | 1–2 | 0–0 | 1–1 | 0–2 | 1–1 | 0–0 | 3–0 | —   | 2–1 | 3–2 | 1–0 | 2–0 |
| R. C. Recreativo de Huelva | 1–1 | 3–0 | 3–1 | 6–1 | 1–0 | 2–1 | 1–1 | 0–0 | 1–1 | 2–1 | 3–3 | 3–0 | 2–1 | 2–0 | 1–0 | 3–2 | —   | 2–1 | 3–1 | 4–1 |
| C. E. Sabadell F. C.       | 1–0 | 2–0 | 3–1 | 0–0 | 2–3 | 1–1 | 2–1 | 2–0 | 0–0 | 0–1 | 0–0 | 1–0 | 2–1 | 2–1 | 0–1 | 3–0 | 4–2 | —   | 1–1 | 3–1 |
| Sestao S. C.               | 2–0 | 1–0 | 2–0 | 0–0 | 0–1 | 1–0 | 2–0 | 2–0 | 3–1 | 1–0 | 3–0 | 3–0 | 0–0 | 1–4 | 0–2 | 4–1 | 1–1 | 2–0 | —   | 3–1 |
| C. D. Tenerife             | 3–1 | 2–2 | 0–0 | 2–0 | 3–0 | 0–1 | 1–1 | 1–1 | 0–2 | 1–2 | 0–0 | 3–1 | 2–2 | 1–3 | 1–1 | 0–0 | 3–0 | 2–2 | 2–1 | —   |

## Resumen
Campeón de Segunda División:
| - Real Murcia Club de Fútbol |

Ascienden a Primera División:
| - Real Murcia Club de Fútbol | - Centre d'Esports Sabadell Futbol Club | - Real Club Deportivo Mallorca |

Descienden a Segunda División B: 
| - Albacete Balompié | - Deportivo Aragón | - Club Deportivo Tenerife | - Atlético Madrileño Club de Fútbol |